# Sahy
Sahy (ukrainisch Саги; russisch Sagi) ist ein Dorf in der ukrainischen Oblast Cherson mit etwa 10 Einwohnern.
Am 12. Juni 2020 wurde das Dorf ein Teil der Stadtgemeinde Oleschky; bis dahin gehörte es zur Siedlungsratsgemeinde Oleschky im Nordwesten des Rajons Oleschky.
Seit dem 17. Juli 2020 ist es ein Teil des Rajons Cherson.